# Сорокин (Курская область)
Сорокин — хутор в Фатежском районе Курской области России. Входит в состав Банинского сельсовета.

## География
Хутор находится на реке Ржавец (приток Красавки в бассейне Свапы), в 106 км от российско-украинской границы, в 54 км к северо-западу от Курска, в 9 км к северу от районного центра — города Фатеж, в 5,5 км от центра сельсовета — посёлка Чермошной.
Климат
Сорокин, как и весь район, расположен в поясе умеренно континентального климата с тёплым летом и относительно тёплой зимой (Dfb в классификации Кёппена).
Часовой пояс
Хутор Сорокин, как и вся Курская область, находится в часовой зоне МСК (московское время). Смещение применяемого времени относительно UTC составляет +3:00.

## Население
| 2002 | 2010 |
| ---- | ---- |
| 65   | ↘58  |

## Инфраструктура
Личное подсобное хозяйство. В хуторе 23 дома.

## Транспорт
Сорокин находится при автодорогe федерального значения М2 «Крым» (Москва — Тула — Орёл — Курск — Белгород — граница с Украиной) как часть европейского маршрута E105, в 6 км от автодороги регионального значения 38К-002 (Верхний Любаж — Поныри), в 0,5 км от автодороги межмуниципального значения 38Н-252 (М-2 «Крым» — Сотниково), в 29 км от ближайшей ж/д станции Возы (линия Орёл — Курск). Остановка общественного транспорта.
В 176 км от аэропорта имени В. Г. Шухова (недалеко от Белгорода).